# Манаус
Манаус (порт. Manaus) град је у Бразилу  и главни град савезне државе Амазонас. Налази се на реци Рио Негро, једанаест километара од њеног ушћа у Амазон. У периоду од 1870. до 1910. град је био чувен по индустрији каучука, јер је овај регион дуго био једини произвођач овог материјала. Данас је Манаус чувен по згради опере Театро Амазонас (Teatro Amazonas), као важна лука, и као почетна тачка за туристичке екскурзије у прашуме Амазоније. Површина града је 11.401 km² Према процени из 2007. у граду је живело 1.612.475 становника.

## Географија

### Клима
Због близине екватора (3° географске ширине) у току године се дужина дана мало мења. Уместо четири годишња доба, разликују се кишни (децембар до маја) и сушни период. Целе године су температуре и влажност високи. Влажност је стално изнад 95%. Просечне годишње падавине достижу 2000 милиметара. 
| Клима (Манаус)             | Клима (Манаус) | Клима (Манаус) | Клима (Манаус) | Клима (Манаус) | Клима (Манаус) | Клима (Манаус) | Клима (Манаус) | Клима (Манаус) | Клима (Манаус) | Клима (Манаус) | Клима (Манаус) | Клима (Манаус) | Клима (Манаус)   |
| Показатељ \ Месец          | .Јан.          | .Феб.          | .Мар.          | .Апр.          | .Мај.          | .Јун.          | .Јул.          | .Авг.          | .Сеп.          | .Окт.          | .Нов.          | .Дец.          | .Год.            |
| -------------------------- | -------------- | -------------- | -------------- | -------------- | -------------- | -------------- | -------------- | -------------- | -------------- | -------------- | -------------- | -------------- | ---------------- |
| Средњи максимум, °C (°F)   | 30,5 (86,9)    | 30,4 (86,7)    | 30,6 (87,1)    | 30,7 (87,3)    | 30,8 (87,4)    | 31,0 (87,8)    | 31,3 (88,3)    | 32,6 (90,7)    | 32,9 (91,2)    | 32,8 (91)      | 32,1 (89,8)    | 31,3 (88,3)    | 31,4 (88,5)      |
| Просек, °C (°F)            | 26,1 (79)      | 26,0 (78,8)    | 26,1 (79)      | 26,3 (79,3)    | 26,3 (79,3)    | 26,4 (79,5)    | 26,5 (79,7)    | 27,0 (80,6)    | 27,5 (81,5)    | 27,6 (81,7)    | 27,3 (81,1)    | 26,7 (80,1)    | 26,6 (79,9)      |
| Средњи минимум, °C (°F)    | 23,1 (73,6)    | 23,1 (73,6)    | 23,2 (73,8)    | 23,3 (73,9)    | 23,3 (73,9)    | 23,0 (73,4)    | 22,7 (72,9)    | 23,0 (73,4)    | 23,5 (74,3)    | 23,7 (74,7)    | 23,7 (74,7)    | 23,5 (74,3)    | 23,3 (73,9)      |
| Количина падавина, mm (in) | 260,1 (102,4)  | 288,3 (113,5)  | 313,5 (123,43) | 300,1 (118,15) | 256,3 (100,91) | 113,6 (44,72)  | 87,5 (34,45)   | 57,3 (22,56)   | 83,3 (32,8)    | 125,7 (49,49)  | 183,0 (72,05)  | 216,9 (85,39)  | 2.286,2 (900,08) |
| [ тражи се извор ]         |                |                |                |                |                |                |                |                |                |                |                |                |                  |

## Становништво
Према процени из 2007. у граду је живело 1.612.475 становника.
| 1991.     | 2000.     | 2010.     |
| --------- | --------- | --------- |
| 1.010.544 | 1.403.796 | 1.802.014 |

## Галерија
- Лука са реком Рио Негро у позадини
- Театро Амазонас

## Партнерски градови
- Санто Доминго
- Белем
- Шарлот
- Гојанија
- Рио де Жанеиро
- Меса
- Солт Лејк Сити
- Иквитос
- Тарапото
- Мојобамба